# Z81/84、Z83/82次列车
Z81/84、Z83/82次列车是中国铁路曾运行于中央直辖市上海至广东省会广州之间的直达特快列车，自2009年4月1日起开行，由上海铁路局上海客运段负责客运任务，为进入广东的第一列直达特快列车，也是当时上海至广州间运行速度最快的旅客列车。列车使用BSP生产的中国铁路25T型客车，采取18节编组（17辆软卧车、1辆餐车），沿沪昆铁路、京九铁路、广深铁路运行，途经上海、浙江、江西、广东四省市，全程1709公里，并停靠杭州东、义乌、鹰潭（技术停车，不办理客运）及东莞等车站。其中上海南站至广州东站运行16小时09分，使用车次为Z81/84次；广州东站至上海南站运行15小时53分，使用车次为Z83/82次。至2009年5月3日，在列车开行仅一个月后，这趟全软卧列车便因票价过高导致上座率低迷而被迫停运。现Z81/82的车次转至沈阳铁路局担当的京连直特，Z83/84的车次则转至哈尔滨局齐齐哈尔客运段担当的京齐直特。